# Dorothea Wendling

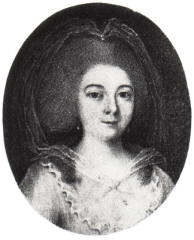
Dorothea Wendling

Maria Dorothea Wendling-Spurni bzw. Wendling, geb. Spurni (* 21. März 1736 in Stuttgart; † 20. August 1811 in München) war eine deutsche Opernsängerin (Sopran).

## Leben
Wendling gehörte zu den bekanntesten Opernsängerinnen ihrer Zeit. Während ihrer Zeit am Hoftheater in Mannheim seit 1752 zählte sie bereits seit den 1760er Jahren zu den dortigen Primadonnen und heiratete im Jahre 1756 den Komponisten und Flötisten Johann Baptist Wendling. Aus ihrer Ehe stammt auch die gemeinsame Tochter Elisabeth Augusta, „Gustl“, die ebenfalls später Sängerin wurde. 1778 siedelte sie gemeinsam mit ihm und vielen anderen Musikern im Rahmen des Residenzsitzwechsels des Kurfürsten Karl Theodor nach München über. Wolfgang Amadeus Mozart schrieb dort das Rezitativ und Arie Basta, vincesti/ Ah, non lasciarmi für Sopran und Orchester (KV 295a) eigens für Dorothea Wendling, die die Partie der Ilia im Idomeneo 1781 spielte:

„…gestern habe ich beym Wendling die aria die ich ihr versprochen scizirt; mit einem kurzen Rezitativ. Die wörter hat sie selbst verlangt, aus der Didone: ah non lasciarmi nò. Sie und ihre Tochter ist ganz närrisch auf diese aria …“

Während ihrer Zeit als Hofsängerin am Cuvilliés-Theater in München gab sie vielen bekannten Sängerinnen der damaligen Zeit, unter anderem Katharina Lang, Elisabeth Carnoli und vermutlich auch Franziska Lebrun, Gesangsunterricht.